# Justicia potamogeton
Justicia potamogeton är en akantusväxtart som beskrevs av Gustav Lindau. Justicia potamogeton ingår i släktet Justicia och familjen akantusväxter. Inga underarter finns listade i Catalogue of Life.